# Lingue arawak

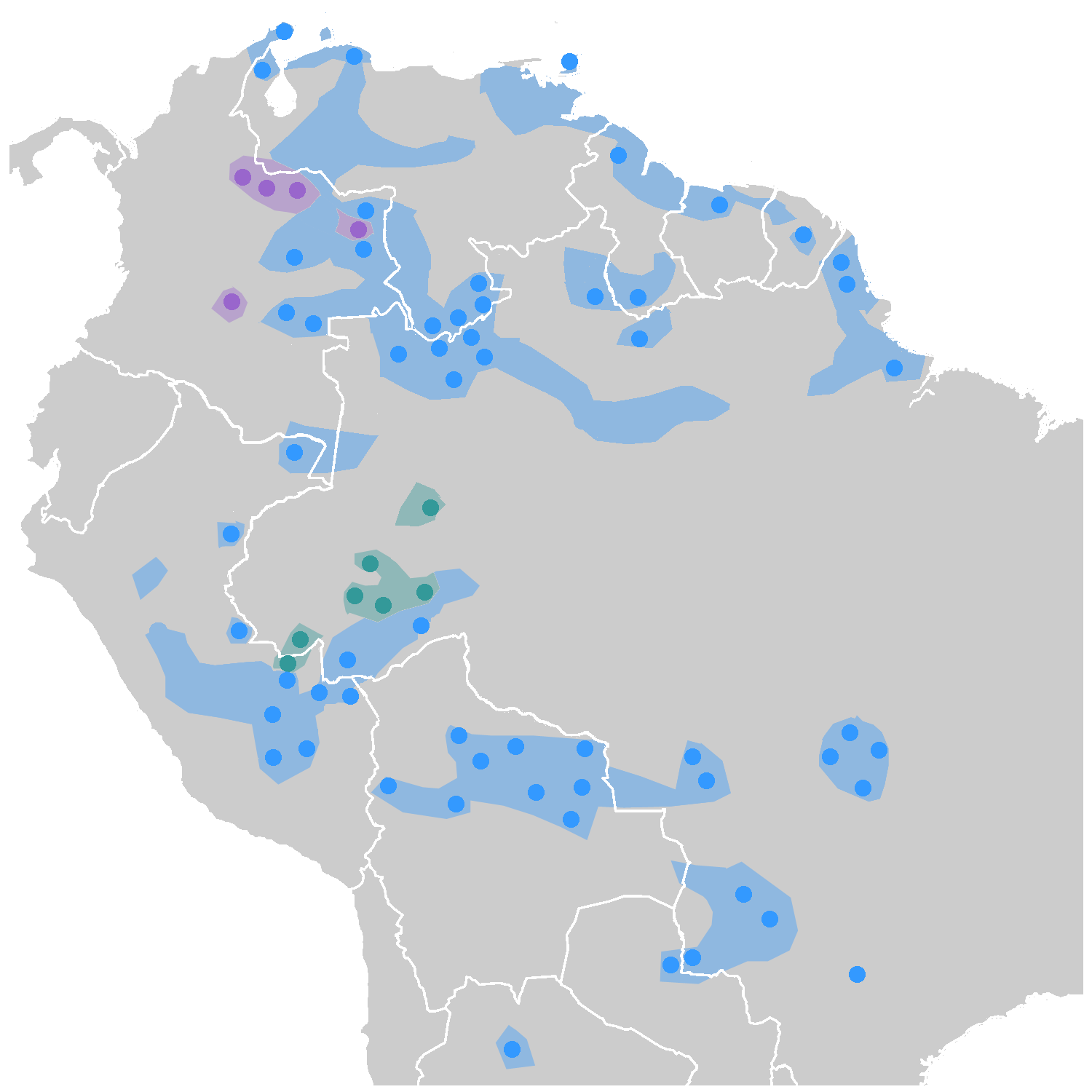
Distribuzione delle lingue arawak (esclusa la zona caraibica). Lingue maipure in blu, lingue guajibo in viola, e lingue arauane in verde. Le zone chiare rappresentano l'area in cui la lingua era parlata quando i primi europei contattarono gli indigeni, i punti sono i villaggi in cui ancora si parla oggi.

Le lingue arawak o aruache (in spagnolo lenguas arahuacas) formano una famiglia linguistica nelle regioni geografiche dei Caraibi e dell'America meridionale del nord.
Inizialmente il nome Arawak veniva usato solo per indicare tribù di una certa importanza che vivevano nel Venezuela, nelle Antille, Guyana e Suriname. Le tribù si allearono con i conquistadores spagnoli, in quanto erano in guerra contro i gruppi di etnia caribe.

## Arawak e Maipure
Il termine Arawak viene usato in due sensi: può essere usato come sinonimo per le lingue maipure, che formano un ceppo di lingue correlate. In altre parole, "lingue arawak" e "lingue maipure" sarebbero termini per indicare uno stesso ceppo di linguaggi, è questa, ad esempio, la scelta operata da Ethnologue.com (edizione 18) che non utilizza neppure il termine "arawak", denominando la famiglia come "Maipurean".
Negli ultimi anni comunque i due termini non sono stati più considerati come sinonimi, in quanto Maipure si riferirebbe a una famiglia linguistica di lingue correlate, e Arawakan serve più per riferirsi a un phylum più grande e ipotetico, di un livello superiore al termine Maipure. In questo senso, le lingue Maipure sono un sottogruppo di un blocco (macro-)Arawak, assieme alle lingue Guajibo, Arauan, Candoshi, le due lingue Harakmbut, e l'estinta Puquina.
Kaufman (1990: 40) spiega:
Il nome [Arawak] è quello applicato a ciò che viene chiamato anche Maipure. Le lingue maipure venivano considerate come sottogruppo delle lingue arawak, ma tutte le lingue sopravvissute del ceppo arawak sono state raggruppate con delle lingue che sono già considerate come appartenenti al gruppo maipure. L'ordinamento e la classificazione delle lingue maipure e arawak hanno quindi bisogno di metodi più sofisticati, rispetto all'attuale studio comparativo, per essere classificate più efficacemente.

## Caratteristiche
Le lingue chiamate arawak o maipure originalmente vennero studiate come gruppi separati alla fine del XIX secolo. Quasi tutte le lingue appartenenti al gruppo arawak condividono il prefisso singolare in prima persona nu-, ma la lingua arawak propria usa ta-.

## Distribuzione geografica
Le lingue arawak sono distribuite su un vasto territorio, dalle Ande orientali in Perù fino al Brasile nord-orientale, dalla Bolivia al Paraguay, sulle coste del Suriname, Guyana, Venezuela, e Colombia. Una variante della lingua arawak era parlata su alcune isole dei Caraibi come Saint Vincent. La famiglia arawak è quella che contiene il maggior numero di lingue nelle Americhe, ed è quella che territorialmente si estende maggiormente in America Latina.
La lingua taina, chiamata comunemente "arawak delle isole", veniva parlata su alcune isole dei Caraibi: Cuba, Hispaniola, Porto Rico, Giamaica, e le Bahamas. Molti dei discendenti dei Taino oggi parlano inglese o spagnolo, arricchito con parole di origine taino. La lingua parente più vicina al taino sembra essere la lingua goajiro parlata in Colombia.
La gente Caribe viveva inizialmente sulle piccole Antille. Nel secolo XVII la lingua dei Caribe delle isole venne identificata con due varianti dagli europei, una parlata dagli uomini e una dalle donne. La lingua parlata dagli uomini era simile alla lingua galibi parlata sulla costa orientale del Sudamerica settentrionale (oggi Guyana francese). La lingua parlata dalle donne apparteneva alla famiglia arawak. Si può ipotizzare che la gente che parlava caribe si era insediata sulle isole poco tempo prima dell'arrivo degli spagnoli, assimilando la gente che parlava arawak.
La lingua caribe delle isole è ora estinta. Nonostante il nome il caribe delle isole era una lingua del ceppo arawak, e da quella è derivata la lingua garifuna (o caribe dei neri), parlata da circa 590.000 persone in Honduras, Nicaragua, Guatemala e Belize. I Garifuna sono i discendenti dei caribe e dei neri (gli schiavi africani fuggiti, i cimarroni), trasferiti dagli inglesi da Saint Vincent alle isole nella Baia dell'Honduras nel 1796.

## Classificazioni

### Aikhenvald (1999)
Aikhenvald propone la seguente classificazione interna:
- arawak meridionale e sud-occidentale
  - arawak meridionale
  - Pareci-Xingu
  - arawak sud-occidentale
  - campa
  - amuesha
  - chamicuro
- arawak settentrionale
  - Rio Branco
  - palikur
  - caraibico o settentrionale estremo
  - amazzonico settentrionale

### Ethnologue (2015)
Secondo Ethnologue la classificazione della famiglia, chiamata Maipurean, è la seguente:
- settentrionale
  - orientale
  - marittimo
  - amazzonico superiore
- meridionale
  - campa
  - centrale
  - outlier meridionale
  - occidentale
- non classificato: lingua cumeral, lingua enawené-nawé, lingua mawayana, lingua omejes, lingua ponares, lingua tomedes